# Sinais vitais
Os sinais vitais são medidas de várias estatísticas fisiológicas procuradas por vários profissionais de saúde para avaliar as funções corporais básicas do corpo humano

## Seis sinais vitais - Os quatro sinais vitais básicos e dois adicionais mais
Existem quatro sinais vitais básicos na maioria das situações médicas, havendo discussão sobre a inclusão da dor como o quinto sinal vital:. O sofrimento, distinto da dor, pode ser considerado em especial na área de oncologia, o 6º sinal vital.
1. Temperatura corporal
2. Pulso (ou frequência cardíaca)
3. Pressão arterial
4. Frequência respiratória
5. Dor
6. Sofrimento - em especial na área da oncologia

São necessários um termômetro, um esfigmomanômetro e um relógio para os poder avaliar.
Embora o pulso possa frequentemente ser avaliado manualmente, um estetoscópio pode ser requerido para um paciente com um pulso muito fraco.